# توپولوژی ضعیف
در ریاضیات، توپولوژی ضعیف (به انگلیسی: Weak Topology) نام دیگری برای برخی از توپولوژی‌های آغازین است. این توپولوژی‌ها اغلب روی فضاهای برداری توپولوژیکی یا فضاهای عملگرهای خطی مثل فضای هیلبرت تعریف می‌شوند. این عبارت را اغلب برای توپولوژی آغازین یک فضای برداری توپولوژیکی (چون فضای برداری نرم دار) برحسب دوگان پیوسته اش به کار می‌برند. باقیمانده این مقاله با مورد اخیر سروکار دارد، که یکی از مفاهیم آنالیز تابعی است.